# Segnerova kurie

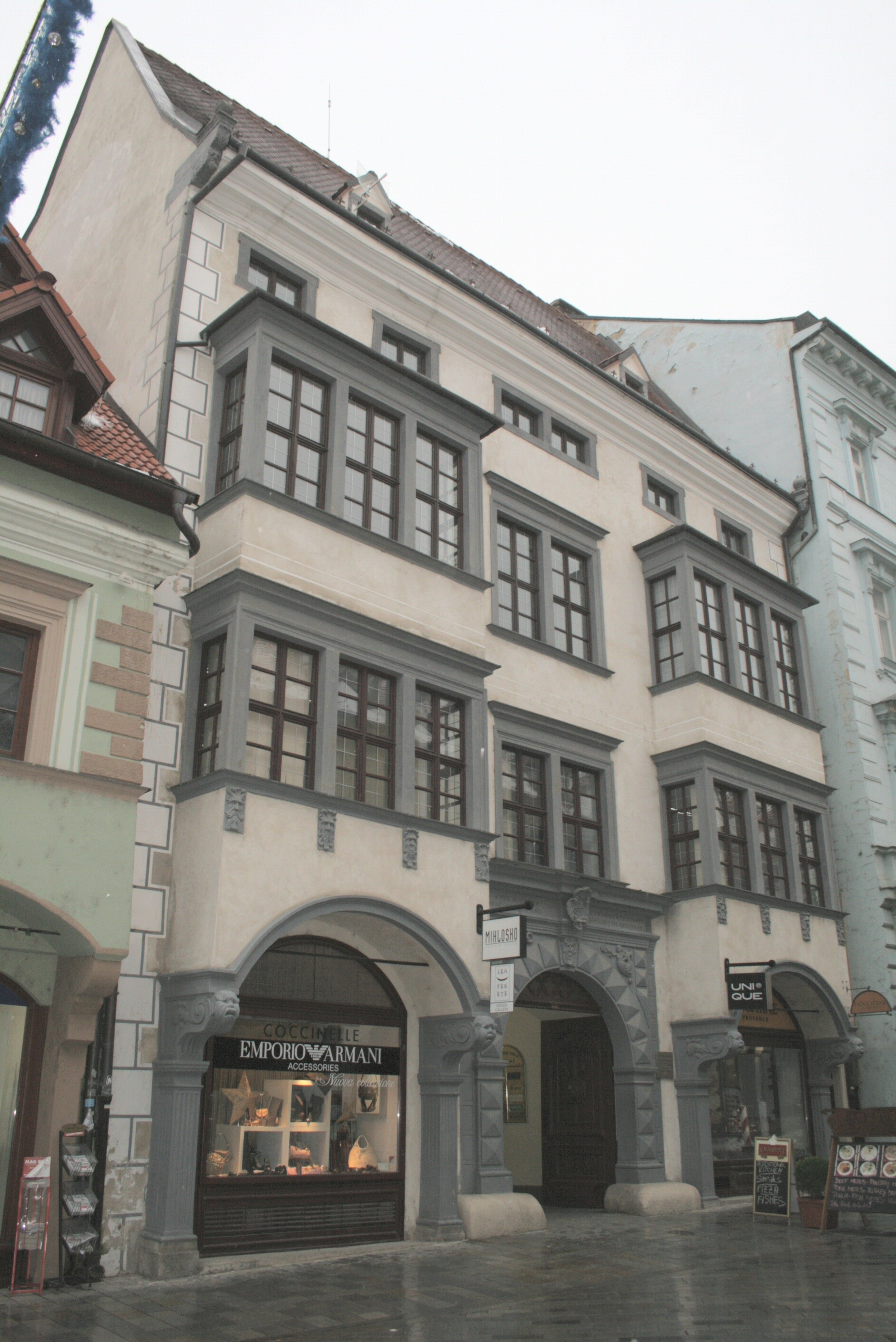
Segnerova kurie

Segnerova kurie je budova v Bratislavě v Starém Městě na Michalské ulivi čp. 7.
Dal si ji postavit významný Bratislavský měšťan Andreas Segner, což byl bohatý obchodník se šlechtickým titulem. Narodil se zde Ján Andrej Segner (syn Andrease), který se proslavil vynálezem tzv. Segnerova kola z roku 1750, které používá reakci vodního kola. Byl známý i jako lékař, fyzik, profesor přírodních věd, matematiky a člen některých vědeckých společností.